# Алис Кетрин Еванс
Алис Кетрин Еванс (енгл. Alice Catherine Evans; Нит, 29. јануар 1881 — Александрија, 5. септембар 1975) била је амерички микробиолог. Постала је истраживач у министарству пољопривреде Сједињених Америчких Држава, где је истраживала бактериологију млека и сира. Она је доказала да бактерија Bacillus abortus (сада звана Brucella abortus) изазива болест бруцелозу (таласну или малтешку грозницу) и код стоке и код људи, што је довело до пастеризације млека у САД-у 1930. године. Евансова је била прва жена председница коју је изабрало Друштво америчких бактериолога.

## Младост и образовање
Еванс је рођена као млађа од двоје деце, на фарми у Ниту, округ Брадфорд, Пенсилванија. Родитељи су јој били Вилијам Хауел, фармер и геодет, и Ен Б. Еванс, учитељица. Између пете и шесте године, Алис Кетрин Еванс су код куће подучавали њени родитељи, а затим је похађала једнособну школу у  Ниту, где је добијала одличне оцене. Године 1886, Алис Кетрин Еванс и њен брат Морган преживели су шарлах.
Похађала је институт у Тованди, где је била члан женског кошаркашког тима. Кошарка је тада била нови спорт за жене.
Након што је дипломирала, Алис Кетрин Еванс је постала учитељица. У својим мемоарима је написала да је постала учитељица јер је то била једина професија отворена за жене, али је сматрала да је досадно. После четири године подучавања, похађала је бесплатан курс за сеоске наставнике на Универзитету Корнел, са циљем да им помогне да инспиришу своје ученике да воле науку и природу. Након што је добила стипендију, желела је да настави студије. Док је била у Корнелу, Евансова је радила као кућна помоћница и библиотекар. Евансова је дипломирала бактериологију на Универзитету Корнел 1909. године, и била је прва жена која је добила бактериолошку стипендију на Универзитету Висконсин-Медисон, где је стекла диплому следеће године. На крају студија, њен професор Елмер Меколум ју је питао да ли би желела да настави студије, нудећи јој стипендију за хемију. Због финансијских потешкоћа током студија, одлучила је да уместо тога уђе у радну снагу.

## Рад и открића
Алис Кетрин Еванс је понуђена федерална позиција у Одељењу за млечне производе Бироа за сточарску индустрију, при Министарству пољопривреде Сједињених Држава. Прихватила је понуду у Медисону, Висконсин, и тамо радила три године. Радила је на усавршавању процеса производње сира и путера, ради побољшања укуса и истраживању извора бактеријске контаминације у млечним производима. Била је прва жена научник која је имала сталну позицију бактериолога у Министарству агрокултуре и као државни службеник била је заштићена законом. Сваке године, Евансова је похађала један додипломски универзитетски курс, учећи немачки како би читала истраживачке извештаје (пре Првог светског рата, Немачка је била водећа земља у бактериологији).
Године 1913, Евансова се преселила у Вашингтон, где је Министарство агрокултуре завршило изградњу новог крила. Биро за сточарску индустрију покушао је да спречи жене да им се придруже, али је Еванс несвесно примљенa. Сматрала је да је Одељење млечних производа пријатније од већег Бироа. Док је била тамо, радила је са Б.Х. Ролом, Л. А. Роџерсом, Вилијамом Менсфилдом Кларком и Чарлсом Томом. Када је Том напустио Одељење млекарства, Еванс је послата на Универзитет у Чикагу да студира микологију, како би могла да замени Тома.
Евансова се заинтересовала за болест бруцелозу и њен однос са свежим, непастеризованим млеком. Њено истраживање се фокусирало на организам Bacillus abortus, за који се зна да изазива побачаје код животиња. Открила је да микроб напредује код заражених крава, као и код животиња које су изгледале здраве. Извештаји су претпоставили да је, пошто је бактерија пронађена у крављем млеку, вероватно претња по људско здравље.
Евансова је одлучила да то истражи. Питала се да ли болест код крава може бити узрок валовите грознице код људи. Она је упозорила да сирово млеко треба пастеризовати, како би се људи заштитили од разних болести. Своје налазе је пријавила Друштву америчких бактериолога 1917. године и објавила свој рад у Journal of Infectious Diseases 1918. године. Наишла је на скептицизам, посебно зато што је била жена и није имала докторат. Након објављивања, Евансова је одлучила да не инсистира на решавању проблема, знајући да ће њени налази бити тестирани и верификовани временом.
Алис Кетрин Еванс се придружила Хигијенској лабораторији Службе јавног здравља Сједињених Америчких Држава у априлу 1918. године, ради проучавања епидемијског менингитиса, који је био „једна од страшних болести Првог светског рата“. У октобру 1918. године, када је шпанска грозница дошла у Вашингтон, затражено је да промени фокус свог истраживања на грип. На почетку свог рада на проучавању грипа, била је заражена и била је прикована за кревет месец дана. Када су се војници вратили из Првог светског рата и стрептококе су се прошириле по баракама и шаторима у којима су живели, Евансова је поново променила фокус. Њена проучавања стрептокока настављена су много година након њеног рада. Она је посматрала и објавила рад о почетном стадијуму бактериофага двадесет три године пре него што су Винстон Р. Макстед и Ричард М. Краусе објавили сличне налазе.
Године 1920. др Карл Ф. Мејер и његов тим потврдили су њено запажање о крављем млеку као извору људске бруцелозе. Епидемије које су избиле 1922. године инспирисале су њено континуирано истраживање, које је укључивало проучавање узорака крви и инфицирање јунице са Brucella melitensis бактеријом, да би се видело да ли ће бити заражена. Упркос скептицизму њених колега, рад Алис Кетрин Еванс је више пута потврђен.
Међутим, др Теобалд Смит је остао отворени критичар ових открића. Године 1925, након што је сазнала да је Смит изазивао сумњу у њене налазе у Националном истраживачком савету, Евансова је почела да брине да би примедбе једног научника који је био толико цењен одложиле признање њених открића. Она се обратила Вилијаму Х. Велчу, који је био декан Школе за хигијену и јавно здравље Универзитета Џонс Хопкинс, да јој помогне у комуникацији са Смитом. Шест месеци након што је Смит одговорио на писмо од Велча, тражећи од Алис Кетрин Еванс да суспендује „пресуду док непознати фактори који су одговорни или доприносе учесталости људских случајева не буду откривени“, Евансова је позвана да седи у Комитету Националног истраживачког савета о инфективном абортусу, којим је председавао Смит. У Хигијенској лабораторији, Евансова је у октобру 1922. године заражена таласастом грозницом, тада неизлечивом болешћу која је нарушавала њено здравље двадесет година. У почетку, дијагностикована јој је неурастенија, због недостатка познавања бруцелозе. Међутим, 1928. године, доктори су пронашли лезије од којих је Brucella култивисана, док јсу обављали неповезану операцију, потврђујући њену дијагнозу.
На крају, бруцела је потврђена као болест која је изазвала оно што је тада било познато као валовита грозница и малтешка грозница. Године 1928, као признање за њено достигнуће, Друштво америчких бактериолога изабрало је Алис Кетрин Еванс за свог председника, чиме је постала прва жена на тој функцији. Њени налази довели су до пастеризације млека 1930. године. Као резултат, учесталост бруцелозе у Сједињеним Америчким Државама је значајно смањена.
Због преосетљивости на бруцеларни антиген, Евансова је паузирала свој рад са бруцелама. Године 1936. наставила је са радом, али се није бавила живим културама. У овој студији, тим је испитао три града тражећи доказе о бруцеларној инфекцији и узроку.
Године 1939. Евансова је скренула пажњу на пиогени стрeптокок, на који се фокусирала све до свог пензионисања 1945. године.
Алис Кетрин Еванс је поклонила збирку својих радова америчкој националној медицинској библиотеци 1969. године.

## Пензионисање и смрт
Алис Кетрин Еванс се званично пензионисала 1945. године, али је наставила да ради на терену. Након пензионисања, постала је популаран говорник, посебно у женским групама. Женама је држала предавања о развоју каријере у науци.
Након шеснаест година у пензији, Евансова се вратила писању о бруцелози. Са појавом инвалидског осигурања, литература је почела да сугерише малверзације, као узрок неуспеха опоравка од бруцелозе, па је Алис Кетрин Еванс подстакла даље проучавање болести.
Године 1966, Евансова је протестовала против одрицања од комунистичке припадности у апликацији Медикер, тврдећи да то крши њено право на слободу говора. У јануару 1967. године, Министарство правде се сложило да је то неуставно и није спровело ту одредбу.
Алис Кетрин Еванс је доживела мождани удар у 94. години и преминула је 5. септембра 1975. године, у Александрији, у Вирџинији. На њеном надгробном споменику пише: „Нежни ловац, прогонивши и укротивши њен каменолом, пређе у нови дом“.

## Награде и почасти
- Прва председница Друштва америчких бактериолога, изабрана 1928. године[16]

- Добитник почасног доктората из медицине на Женском медицинском колеџу у Пенсилванији, 1934. године[3][17]

- Добитник звања почасног доктора науке Универзитета Висконсин и Вилсон колеџа, 1936. године[16]

- Члан америчког удружења за унапређење науке[10]

- Почасни председник америчког комитета за бруцелозу, од 1945. до 1957. године[2]
- Почасни члан Америчког друштва за микробиологију, 1975. године[17]
- Оснивање награде Алис К. Еванс, Америчко друштво за микробиологију, 1983. године[18]
- Уведена у Националну женску кућу славних, 1993. године[19]
- Бактерија Enemella evansiae добила је име по њој 2020. године[20]